# Liste der Kulturgüter in Chavannes-près-Renens
Die Liste der Kulturgüter in Chavannes-près-Renens enthält alle Objekte in der Gemeinde Chavannes-près-Renens im Kanton Waadt, die gemäss der Haager Konvention zum Schutz von Kulturgut bei bewaffneten Konflikten, dem Bundesgesetz vom 20. Juni 2014 über den Schutz der Kulturgüter bei bewaffneten Konflikten sowie der Verordnung vom 29. Oktober 2014 über den Schutz der Kulturgüter bei bewaffneten Konflikten unter Schutz stehen.
Objekte der Kategorien A und B sind vollständig in der Liste enthalten, Objekte der Kategorie C fehlen zurzeit (Stand: 13. Oktober 2021).

## Kulturgüter
| Foto |                                                                | Objekt | Kat. | Typ | Standort                                  | Beschreibung                                                         |
| ---- | -------------------------------------------------------------- | --- | ---- | --- | ----------------------------------------- | -------------------------------------------------------------------- |
| ja   | Datei hochladen · Wikidata zu Kantonsarchiv Waadt (Q2860411)   | Kantonsarchiv Waadt und Bibliothek (Sammlung) / Archives cantonales vaudoises et bibliothèque (collection) KGS-Nr.: 8792                    | A    | S   | Rue de la Mouline 32 534007 / 153064      |                                                                      |
| ja   | Datei hochladen · Wikidata zu Kantonsarchiv Waadt (Q29890655)  | Kantonsarchiv Waadt (Gebäude) / Archives cantonales vaudoises (bâtiment) KGS-Nr.: 5983                                                      | B    | G   | Rue de la Mouline 32 534007 / 153064      | Architekten: Atelier Cube (Marc Collomb, Guy Collomb, Patrick Vogel) |
| BW   | Datei hochladen                                                | Schweizerisches Institut für Kunstwissenschaft, Zweigstelle Romandie / Institut suisse pour l’étude de l’art, antenne romande KGS-Nr.: 6627 | B    | S   | Route de la Chamberonne 1 534447 / 152848 |                                                                      |
| BW   | Datei hochladen · Wikidata zu Museum Encre & Plomb (Q29890660) | Museum Encre & Plomb / Musée Encre & Plomb KGS-Nr.: 14584                                                                                   | B    | S   | Avenue de la Gare 34 533922 / 154014      |                                                                      |